# 1995-ös Formula–1 japán nagydíj
A japán nagydíj volt az 1995-ös Formula–1 világbajnokság tizenhatodik futama.

## Futam
Szuzukában az első rajthelyről ismét nyert Schumacher. Alesi a második helyről indult, de autója a rajt előtt bemozdult, így 10 másodperces büntetést kapott. A francia ezután visszaküzdötte magát a második helyre, de a 25. körben kiesett. A negyedik helyről induló Hill Alesi kiesése után másodiknak jött fel, de a 40. körben kicsúszott és kiesett. Schumacher 9. idénybeli győzelmével megdöntötte Mansell 1992-es rekordját, míg csapattársa, Herbert harmadik lett, így a Benetton megszerezte az 1995-ös konstruktőri címet. A második helyen Mika Häkkinen végzett.
| Helyezés | #  | Versenyző             | Csapat/Motor       | Futott körök | Idő/Kiesés oka | Rajthely | Pontszám |
| -------- | -- | --------------------- | ------------------ | ------------ | -------------- | -------- | -------- |
| 1        | 1  | Michael Schumacher    | Benetton-Renault   | 53           | 1:36:52,930    | 1        | 10       |
| 2        | 8  | Mika Häkkinen         | McLaren-Mercedes   | 53           | +19,337        | 3        | 6        |
| 3        | 2  | Johnny Herbert        | Benetton-Renault   | 53           | +1:23,804      | 9        | 4        |
| 4        | 15 | Eddie Irvine          | Jordan-Peugeot     | 53           | +1:42,136      | 7        | 3        |
| 5        | 26 | Olivier Panis         | Ligier-Mugen-Honda | 52           | +1 kör         | 11       | 2        |
| 6        | 4  | Mika Salo             | Tyrrell-Yamaha     | 52           | +1 kör         | 12       | 1        |
| 7        | 7  | Mark Blundell         | McLaren-Mercedes   | 52           | +1 kör         | 23       |          |
| 8        | 30 | Heinz-Harald Frentzen | Sauber-Ford        | 52           | +1 kör         | 8        |          |
| 9        | 24 | Luca Badoer           | Minardi-Ford       | 51           | +2 kör         | 17       |          |
| 10       | 29 | Karl Wendlinger       | Sauber-Ford        | 51           | +2 kör         | 15       |          |
| 11       | 23 | Pedro Lamy            | Minardi-Ford       | 51           | +2 kör         | 16       |          |
| 12       | 10 | Inoue Taki            | Footwork-Hart      | 51           | +2 kör         | 18       |          |
| Kiesett  | 5  | Damon Hill            | Williams-Renault   | 40           | Kicsúszás      | 4        |          |
| Kiesett  | 6  | David Coulthard       | Williams-Renault   | 39           | Kicsúszás      | 6        |          |
| Kiesett  | 21 | Pedro Diniz           | Forti-Ford         | 32           | Kicsúszás      | 20       |          |
| Kiesett  | 27 | Jean Alesi            | Ferrari            | 24           | Erőátvitel     | 2        |          |
| Kiesett  | 17 | Andrea Montermini     | Pacific-Ilmor      | 23           | Kicsúszás      | 19       |          |
| Kiesett  | 28 | Gerhard Berger        | Ferrari            | 16           | Elektronika    | 5        |          |
| Kiesett  | 14 | Rubens Barrichello    | Jordan-Peugeot     | 15           | Kicsúszás      | 10       |          |
| Kiesett  | 3  | Katajama Ukjó         | Tyrrell-Yamaha     | 12           | Kicsúszás      | 13       |          |
| Kiesett  | 16 | Bertrand Gachot       | Pacific-Ilmor      | 6            | Féltengely     | 22       |          |
| Kiesett  | 22 | Roberto Moreno        | Forti-Ford         | 1            | Váltó          | 21       |          |
| Kiesett  | 9  | Gianni Morbidelli     | Footwork-Hart      | 0            | Kicsúszás      | 14       |          |
| NI       | 25 | Szuzuki Aguri         | Ligier-Mugen-Honda | 0            | Baleset        |          |          |

## A világbajnokság élmezőnyének állása a verseny után
| H  | Versenyzők         | Pont | H  | Konstruktőrök    | Pont |
| -- | ------------------ | ---- | -- | ---------------- | ---- |
| 1. | Michael Schumacher | 102  | 1. | Benetton-Renault | 137  |
| 2. | Damon Hill         | 59   | 2. | Williams-Renault | 102  |
| 3. | David Coulthard    | 49   | 3. | Ferrari          | 73   |
| 4. | Johnny Herbert     | 45   | 4. | McLaren-Mercedes | 27   |
| 5. | Jean Alesi         | 42   | 5. | Jordan-Peugeot   | 21   |

- A Benetton-Renault  és a Williams-Renault csapatok szabálytalan üzemanyag használata miatt nem kapták meg az brazil nagydíjon a nekik járó pontokat.

## Statisztikák
Vezető helyen:
- Michael Schumacher: 48 (1-10 / 12-31 / 36-53)
- Mika Häkkinen: 1 (11)
- Damon Hill: 4 (32-35)

Michael Schumacher 19. győzelme, 10. pole-pozíciója, 23. leggyorsabb köre, 5. mesterhármasa (gy, pp, lk)
- Benetton 25. győzelme.